# Бубонець

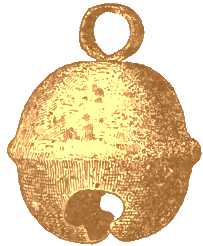
Бубонець для яструба (Місісіпська культура, Доколумбова Америка).

Бубоне́ць — брязкальце або дзвоник, що має форму порожньої металевої кульки із шматочками металу всередині. В історії людства мали різньоцільове призначення. Шумовий ударний інструмент.

## Назви

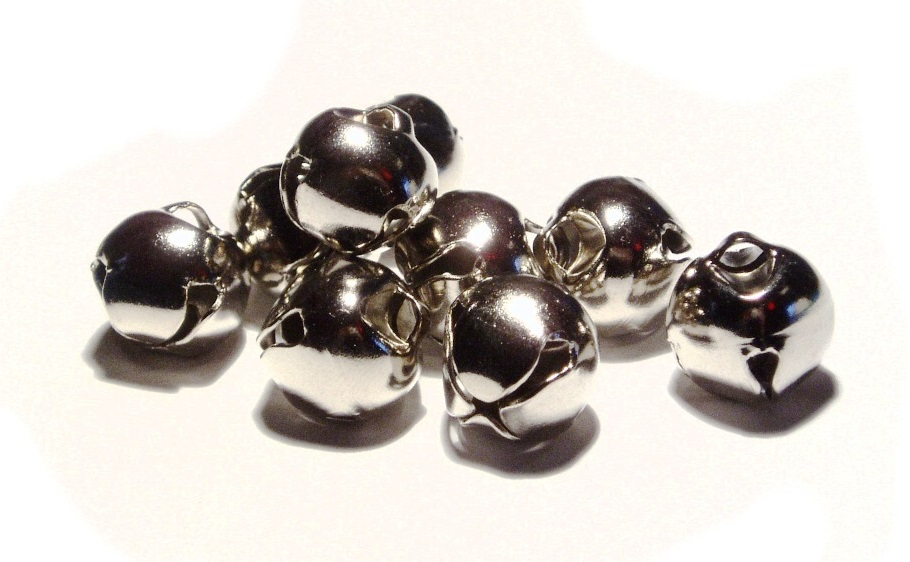
Бубонці

Поряд з найуживанішим «бубонець» відомі й інші позначення цього пристрою: балабо́н
(«У нашої попаді балабони на заді; не багато — тільки п'ять, куди іде — брязкотять»), балабо́нчик, бря́зкальце, балабо́лька, бре́зку́лька, бубене́ць (від рос. бубенец), колокі́льце.

## Історія

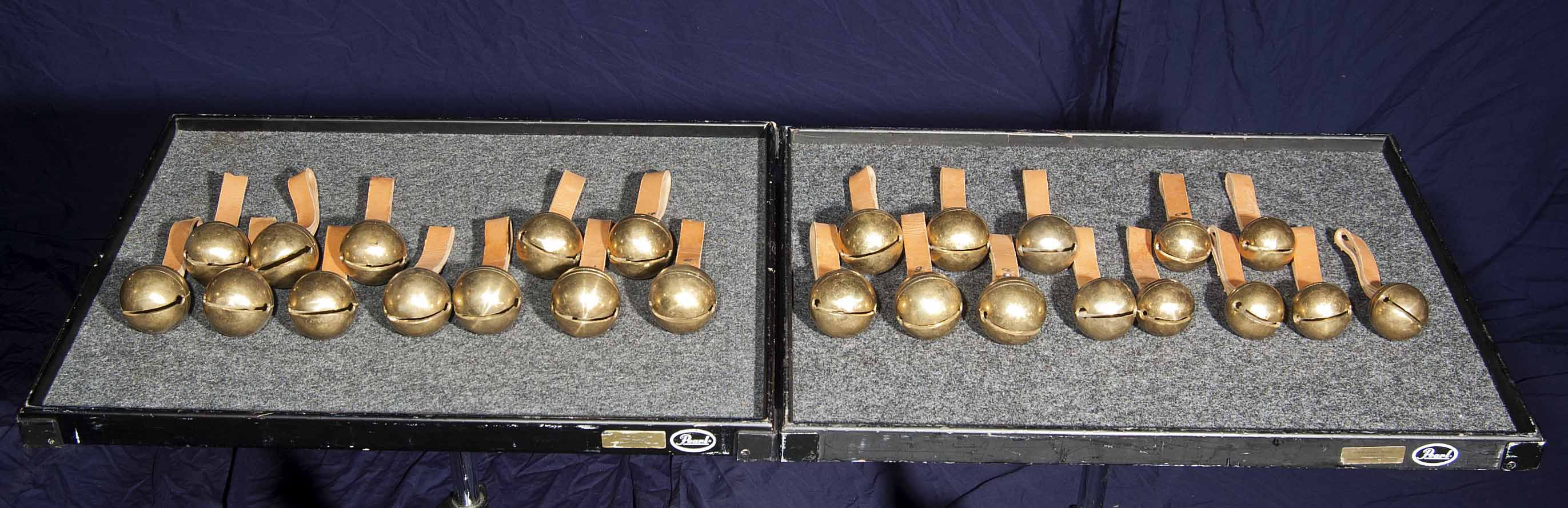
Бубонці на сани

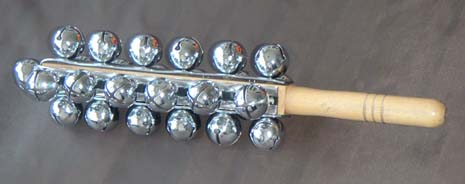
Бубонці — музичний інструмент

Бубонці й дзвіночки дуже часто знаходять під час розкопів українських курганів. За давніх часів вони мали ритуальне значення, а також були складниками прикрас і аксесуарами пишного святкового вбрання. Такі бубонці були, до речі, на шубі «багатого гостя» Дюка Степановича, яку послала йому його матінка Мамелфа Тимофіївна з Галича, як про це оповідає билина:
|  | На раменах дужих шуба чорних соболів, Чорних соболів заморських Під зеленим ритим бархатом. А у петельках шовкових вплетені Всі Господні пташечки співучії, А на ґудзичках золочених вилиті Усе змії лютії, звірина рикучая. Як змахнув же він нагайкою, Заспівали пташечки співучії, Завели співаночки небеснії — Здивування пойняло весь мир. Як провів він та й по ґудзичках нагайкою, Передзвін пішов від ґудзичка до Ґудзичка — Закричала звірина рикучая. |

## Соколярство
Бубонці — одне з знарядь соколиного полювання. Вони використовуються для визначення місцезнаходження мисливського птаха — сокола, яструба, орла чи сови, що вилетів за жертвою. Залежно від розміру птаха, бубунці кріпляться за допомогою ремінців до ніг тварини, вище опутенок, або до середнього хвостового пір'я. Зазвичай під бубонці підбирають невеликі, легкі, але голосні дзвоники і кружальця.

## У мистецтві

### Геральдика
Бубонець використовується у геральдиці як негеральдична гербова фігура.

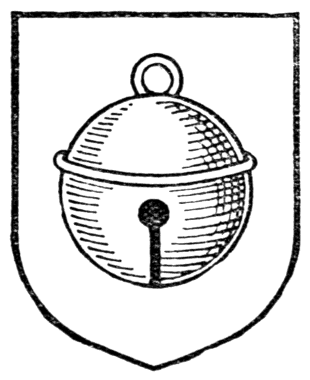
Бубонець
Комуна Густаф
Малий Зінтен
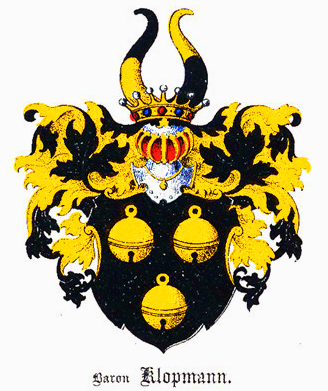
Клопманни